# Gerald Mayer
Gerald Mayer (né le 5 juin 1919 à Montréal, au Québec et mort le 21 septembre 2001 à Santa Monica, en Californie, aux États-Unis) est un réalisateur et producteur de cinéma canadien.

## Biographie
Gerald Mayer était le neveu de Louis B. Mayer, le célèbre patron de la Metro-Goldwyn-Mayer.
Il connut une aventure sentimentale avec Dorothy Dandridge, lors du tournage de Bright Road, en 1953.
Il décéda en 2001 des suites d'une pneumonie.
Il travailla surtout pour la télévision, à travers des séries comme Bonanza, Perry Mason, Aventures dans les îles ou Amicalement vôtre.

## Filmographie
- 1949 : Mr. Whitney Had a Notion
- 1950 : Les Âmes nues (Dial 1119)
- 1951 : Inside Straight
- 1952 : La Carte forcée (The Sellout)
- 1952 : Holiday for Sinners
- 1953 : Bright Road
- 1955 : Les Maraudeurs (en) (The Marauders)
- 1958 : Diamond Safari (en)